# سیارک ۱۳۹۹۳
سیارک ۱۳۹۹۳ (به انگلیسی: 13993 Clemenssimmer، نامگذاری:1993FN9) سیزده هزار و نهصد و نود و سومین سیارک کشف شده‌است که در ۱۷ مارس ۱۹۹۳ کشف شد.
قدر مطلق سیارک برابر ۱۴٫۶۰ است.